# 萨尔瓦多·阿提加斯
萨尔瓦多·阿提加斯（1913年2月23日—1997年9月6日）出生于加泰罗尼亚巴塞罗那，前西班牙足球运动员，足球教练，曾在场上担任后卫一职；在西班牙内战期间，曾担任飞行员。

## 生平
阿提加斯于1913年2月23日出生于加泰罗尼亚巴塞罗那。
球员时代的阿提加斯为包括巴塞罗那足球俱乐部内的多家俱乐部效力过，并斩获多粒进球。
阿提加斯在退役后成为一名主教练，执教了包括巴塞罗那足球俱乐部和西班牙国家足球队在内的多家俱乐部。
阿提加斯于1997年9月6日去世，享年84岁。